# Andrea E. Abele
Andrea E. Abele-Brehm (Geburtsname Andrea E. Abele; * 26. Februar 1950 in Hamm) ist eine deutsche Sozialpsychologin und ehemalige Inhaberin des Lehrstuhls für Sozialpsychologie an der Friedrich-Alexander-Universität Erlangen-Nürnberg.

## Leben
Andrea Abele machte 1968 ihr Abitur am humanistischen Schönborn-Gymnasium in Bruchsal. Anschließend studierte sie in Konstanz Psychologie, Soziologie und Geschichte und promovierte dort, gefördert durch ein Promotionsstipendium des Landes Baden-Württemberg, 1976 mit einer von Prof. Fisch betreuten Arbeit über den Psychologischen Interaktionismus summa cum laude. Nach mehreren kleineren Forschungsaufenthalten in Großbritannien und den USA übernahm sie eine wissenschaftliche Assistentenstelle an der Universität Bielefeld in der Arbeitsgruppe von Prof. Streufert und habilitierte sich dort 1982 im Fach Psychologie. Von 1982 bis 1983 bekleidete sie eine Professur für Sozialpsychologie an der Universität Bielefeld. 1984 nahm sie den Ruf auf eine außerordentliche Professur für Sozialpsychologie und Angewandte Sozialpsychologie an der Friedrich-Alexander-Universität (FAU) Erlangen-Nürnberg an. Im Zuge von Rufabwehrverhandlungen wurde ihre Professur 1994 zu einem Lehrstuhl für Sozialpsychologie und Genderforschung ausgebaut und wurde damit Bayerns erster Lehrstuhl für Frauenforschung. Seit dem 1. Oktober 2016 ist Andrea Abele-Brehm Senior Fellow of Psychology an der FAU.
Sie ist mit Walter Brehm verheiratet und hat zwei Kinder.

## Werk
Zu ihren Forschungsschwerpunkten gehören die soziale Kognition inklusive der Basisdimensionen der sozialen Urteilsbildung und pragmatischer Informationsverarbeitung, die berufliche Laufbahnentwicklung auch unter geschlechtsvergleichender Perspektive und die Wohlbefindensforschung. Sie publiziert unter ihrem Geburtsnamen Andrea E. Abele.
An der FAU war Andrea Abele-Brehm 1990 Vorsitzende der Kommission für Frauenforschung, von 1991 bis 1995 Universitätsfrauenbeauftragte, von 2002 bis 2012 Universitätsombudsfrau für gute wissenschaftliche Praxis, von 2007 bis 2013 Vorsitzende des Fördervereins „Familie und Wissenschaft“ und von 2008 bis 2013 Vorstandsmitglied des Interdisziplinären Zentrums für Arbeitsmarkt und Arbeitswelt. Seit 2013 ist sie Vorstandsmitglied des Interdisziplinären Zentrums für Lehr- und Lernforschung.
Seit 2001 ist Andrea Abele-Brehm außerdem Fellow of the Society of Experimental Social Psychology und seit 2009 Fellow of the Association for Psychological Science. Von 2012 bis 2014 war sie gewähltes Mitglied des Fachkollegiums Psychologie der Deutschen Forschungsgemeinschaft sowie von 2012 bis 2014 Vizepräsidentin und von 2014 bis 2016 Präsidentin der Deutschen Gesellschaft für Psychologie. Seit 2017 ist sie Mitglied und seit 2019 Vizepräsidentin der Bayerischen Akademie der Wissenschaften und Sprecherin der Sektion II. In der Arbeitsgruppe „Zukunftswerte“ (2019–2022) befasst sie sich mit Gemeinschaftsinteressen und Eigeninteressen.
Sie ist Mitglied in zahlreichen wissenschaftlichen Beiräten und Redaktionsleitungen. Von 2000 bis 2004 war sie Herausgeberin der Zeitschrift für Sozialpsychologie und ist seitdem in der Redaktionsleitung tätig, seit 2009 auch für das European Journal of Social Psychology und seit 2013 für Social Psychology.

## Ehrungen und Auszeichnungen
- 2010: Best Poster Award der SIOP
- 2010: Renate-Wittern-Sterzel-Preis für ein gelungenes Gleichstellungsprojekt[9]
- 2012: Preis für gute Lehre des Bayerischen Staatsministeriums für Wissenschaft und Kunst
- 2016: Moscovici Award der European Association of Social Psychology (zusammen mit Bogdan Wojciszke, Polen)
- 2020: Preis für das Wissenschaftliche Lebenswerk (verliehen durch die Deutsche Gesellschaft für Psychologie)

## Veröffentlichungen (Auswahl)
- Functions of gaze in social interaction: Communication and monitoring. In: Journal of Nonverbal Behavior. Band 10, Nr. 2, 1986, S. 83–101, doi:10.1007/BF01000006.
- Stimmung und Leistung: allgemein- und sozialpsychologische Perspektive (= Lehr- und Forschungstexte Psychologie. N.F. 2). Hogrefe, Göttingen 1995, ISBN 3-8017-0764-4 (217 S.).
- The Dynamics of Masculine-Agentic and Feminine-Communal Traits: Findings From a Prospective Study. In: Journal of Personality and Social Psychology. Band 85, Nr. 4, 2003, S. 768–776, doi:10.1037/0022-3514.85.4.768.
- mit Bogdan Wojciszke: Agency and communion from the perspective of self versus others. In: Journal of Personality and Social Psychology. Band 93, Nr. 5, 2007, S. 751–763, doi:10.1037/0022-3514.93.5.751.
- mit Daniel Spurk: How do objective and subjective career success interrelate over time? In: Journal of Occupational and Organizational Psychology. Band 82, 2009, S. 803–824, doi:10.1348/096317909X470924.
- mit Susanne Bruckmüller: The Bigger one of the “Big Two”? Preferential Processing of Communal Information. In: Journal of Experimental Social Psychology. Band 47, 2011, S. 935–948, doi:10.1016/j.jesp.2011.03.028.
- mit Bogdan Wojciszke: Communal and Agentic Content in Social Cognition: A Dual Perspective Model. In: Advances in Experimental Social Psychology. Band 50, 2014, S. 195–255, doi:10.1016/B978-0-12-800284-1.00004-7.
- mit Nicole Hauke, Kim Peters, Eva Louvet, Aleksandra Szymkow und Yanping Duan: Facets of the Fundamental Content Dimensions: Agency with Competence and Assertiveness – Communion with Warmth and Morality. In: Frontiers in Psychology. Band 7, 2016, S. 1810, doi:10.3389/fpsyg.2016.01810.
- mit Bogdan Wojciszke (Hrsg.): Agency and Communion in Social Psychology (= Current Issues in Social Psychology). Routledge, London 2018, ISBN 978-1-138-57027-6.
- mit Naomi Ellemers, Susan T. Fiske, Alex Koch und Vincent Yzerbyt: Adversarial Alignment: From Competing Models to Cooperative Theory-Building, toward Cumulative Science. In: Proceedings of the National Academy of Sciences of the United States of America. Band 117, Nr. 14, 2020, S. 7561–7567, doi:10.1073/pnas.1906720117.